# Rasmus Hansson

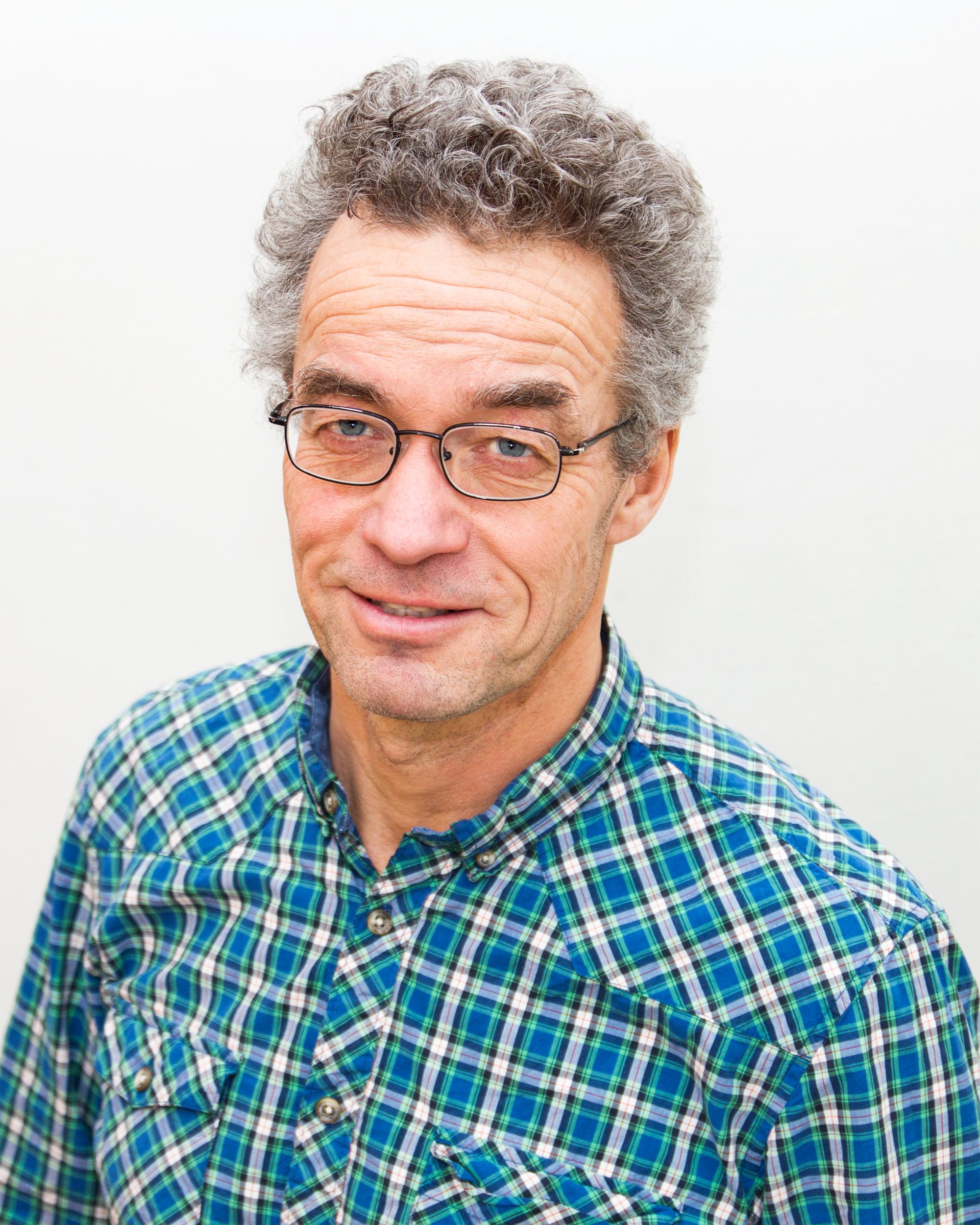
Hansson, 2013

Rasmus Johan Michael Hansson (* 4. September 1954 in Bærum) ist ein norwegischer Biologe, Umweltaktivist und Politiker (MDG). Von 2013 bis 2017 war er Abgeordneter im Storting und ist es erneut seit 2021.

## Leben
Rasmus Hansson ist der Sohn des Schauspielers Knut M. Hansson und studierte Biologie an der Universität Oslo und der NTNU (nach anderen Quellen an der Universität Tromsø) und schrieb seine Abschlussarbeit über den Eisbär. Außerdem erwarb er ein Graduate Diploma in Internationale Beziehungen und ein Graduate Certificate in Business Administration an der La Trobe University in Melbourne.

### Wissenschaftler
In den Jahren 1982 bis 1984 arbeitete er als Berater des Umweltministeriums, danach war er bis 1997 als Forscher, Berater und Abteilungsleiter am Norwegischen Polarinstitut tätig. Zwischen 1997 und 1999 war Hansson Berater und Abteilungsleiter des NORAD-Umweltprogramms. Als Wissenschaftler veröffentlichte er eine Reihe von Populär- und Fachartikeln mit Schwerpunkt Umwelt.
Hansson war 2012–2013 Berater des Instituts CIENS an der Universität Oslo sowie davor Generalsekretär des WWF Norwegen zwischen 2000 und 2012.

### Politik
Bei der Parlamentswahl 2013 zog Hansson als erster und einziger Vertreter der Partei Miljøpartiet De Grønne ins norwegische Nationalparlament Storting ein. Er vertrat den Wahlkreis Oslo und wurde Mitglied im Ausschuss für Energie, Umwelt und Naturschutz, sowie im Kontroll- und Verfassungsausschuss. Bei der Wahl 2017 trat er als Spitzenkandidat in Akershus an, der erneute Einzug gelang ihm jedoch nicht. Von 2014 bis 2018 war er einer der beiden Parteisprecher.
Bei der Stortingswahl 2021 zog er erneut in das norwegische Parlament ein. Er vertritt dort erneut den Wahlkreis Oslo und wurde Mitglied im Wirtschaftsausschuss. Im Januar 2023 übernahm er den Posten als stellvertretender Fraktionsvorsitzender. Im Mai 2024 gab Hansson bekannt, dass er bei der Wahl 2025 nicht erneut kandidieren werde.

## Belege
1. ↑  Alumni – Rasmus Hansson. NTNU, archiviert vom Original am 3. August 2017; abgerufen am 12. September 2017 (norwegisch).
2. 1 2 3 4  Hansson, Rasmus (1954-). In: Stortinget.no. Abgerufen am 12. September 2017 (norwegisch).
3. ↑  Rasmus Hansson: Isbjørnbinner med unger i Bogen hiområde, Kongsøya, Svalbard : en etologisk grunnstudie. In: Norsk polarinstitutt (Hrsg.): Rapport nr 12. Oslo 1982.
4. ↑  Rasmus Hansson er daglig leder på CIENS Toppsenter. In: Ciens.no. 22. Januar 2013, archiviert vom Original am 4. Oktober 2013; abgerufen am 12. September 2017 (norwegisch).
5. ↑  siehe Valglister og kandidater 2017. In: Valg.no. 22. Juni 2017, archiviert vom Original (nicht mehr online verfügbar) am 8. September 2017; abgerufen am 12. September 2017.  Info: Der Archivlink wurde automatisch eingesetzt und noch nicht geprüft. Bitte prüfe Original- und Archivlink gemäß Anleitung und entferne dann diesen Hinweis.
6. ↑  MDGs Rasmus Hansson tar ikke gjenvalg på Stortinget. In: ABC Nyheter. 3. Mai 2024, abgerufen am 6. Mai 2024 (norwegisch).

| Personendaten    | Personendaten                                            |
| ---------------- | -------------------------------------------------------- |
| NAME             | Hansson, Rasmus                                          |
| ALTERNATIVNAMEN  | Hansson, Rasmus Johan Michael (vollständiger Name)       |
| KURZBESCHREIBUNG | norwegischer Biologe, Umweltaktivist und Politiker (MDG) |
| GEBURTSDATUM     | 4. September 1954                                        |
| GEBURTSORT       | Bærum                                                    |